# Самый желанный мужчина
«Самый желанный мужчина» (нем. Der bewegte Mann) — немецкая кинокомедия 1994 года. Фильм снят по мотивам комиксов Ральфа Кёнига («Der bewegte Mann» и «Pretty Baby»).

## Сюжет
Аксель работает в ресторане со своей подружкой Дорой. Однажды Доро застает Акселя с другой женщиной и выгоняет его из квартиры. Однако после его ухода она узнает, что беременна, и хочет выйти за него замуж.
В поисках жилья Аксель знакомится с геем по имени Вальтер и в итоге переезжает к его приятелю Норберту, который также является геем. Своим новым друзьям Аксель оказывается небезразличен. Однако Аксель гетеросексуален и, по-прежнему, любит Дору. Отчаявшись найти Акселя, Доро внезапно обнаруживает его у себя в квартире вместе с обнажённым Норбертом.

## В ролях
- Тиль Швайгер — Аксель Фельдхайм
- Катя Риман — Доро Фельдхайм
- Йоахим Кроль — Норберт Броммер
- Руфус Бек — Вальтер/Вальтраут
- Армин Роде — Мясник
- Мартина Гедек — Ютта
- Кай Визингер — Гуннар
- Монти Арнольд — Монти
- Мартин Армкнехьт — Лутц

## Интересные факты
Фильм снят по мотивам комиксов «Der bewegte Mann» и «Pretty Baby» Ральфа Кёнига и является одним из наиболее успешных немецких фильмов (только в кинотеатрах Германии его посмотрели 6,5 миллионов человек), среди фильмов 1994 года он занимает третье место, пропустив вперёд лишь американские фильмы «Король-лев» и «Форрест Гамп». Однако несмотря на успех (или из-за него) на фильм обрушилась волна критики, и не в последнюю очередь от самого Ральфа Кёнига. Хотя в комиксах карикатурно показаны как гомо-, так и гетеросексуалы, в фильме «под удар» попали только представители нетрадиционной сексуальной ориентации. Это связано с тем, что фильм направлен на пропаганду гетеросексуальности.
По мотивам всё тех же комиксов и фильма с 2003 по 2006 годы в Германии снимался ситком «Желанные мужчины». Сериал продержался три сезона и транслировался каналом Sat.1.

## Награды
- Deutscher Filmpreis (золото) — лучший фильм
- Deutscher Filmpreis — лучший актёр (Йоахим Кроль)
- Deutscher Filmpreis — лучший режиссёр (Зёнке Вортман)
- Bambi (1995)
- Bayerischer Filmpreis (нем. Баварская кинопремия)
- Goldene Leinwand (нем. Золотой экран) — 1994 и 1995
- Gilde-Filmpreis (серебро) в категории Немецкий фильм
- Jupiter в категории «Лучший фильм» (национальная премия)